# Коджон
Коджон (кор. 고종?, 高宗?, 8 сентября 1852, Чонногу/Джонногу — 21 января 1919, Токсугун) — 26-й ван Чосона (с 1863 по 1897) и 1-й император Корейской Империи (с 1897 по 1907).

## Правление

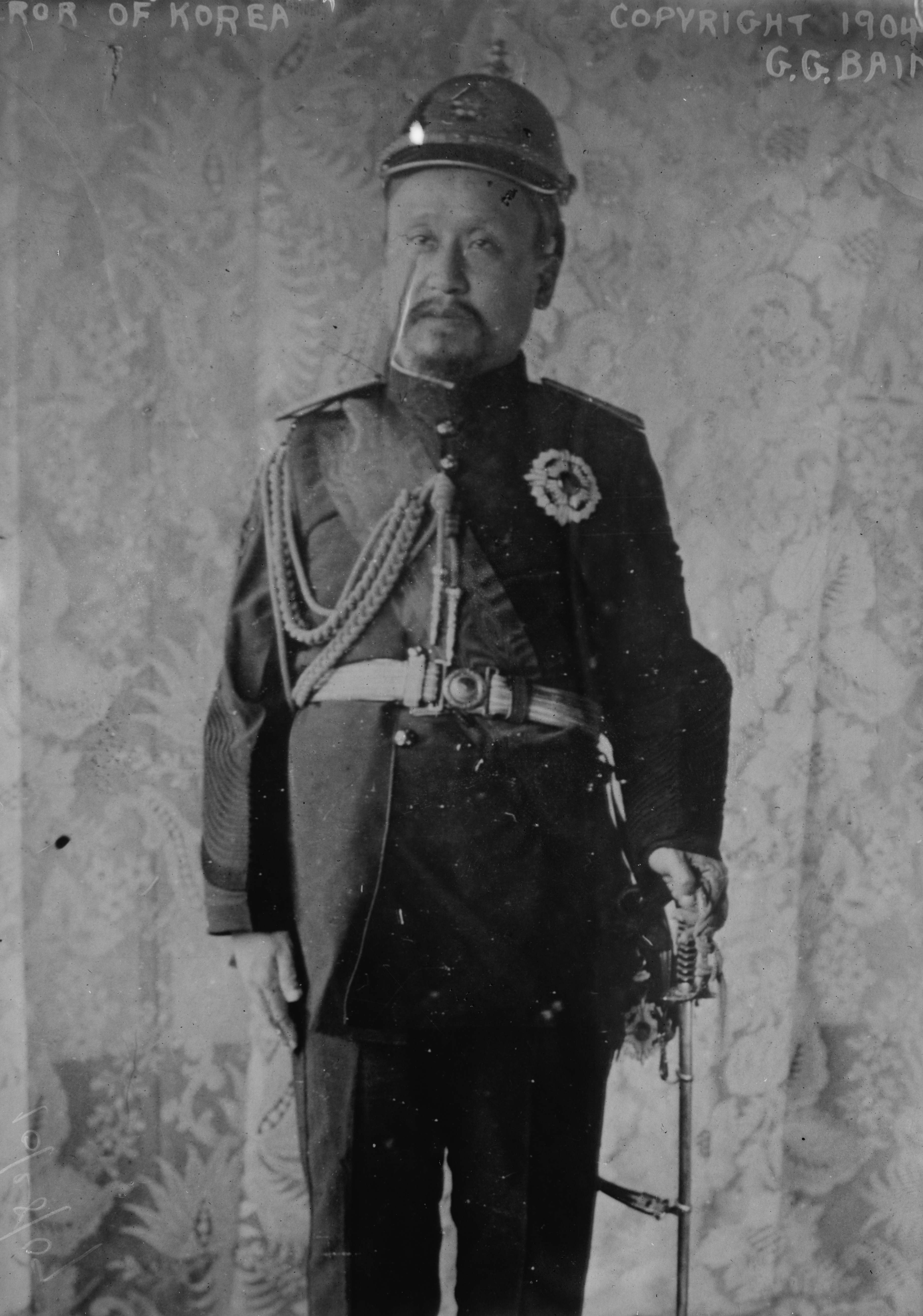
Коджон в 1904 году

### Начало правления
Когда в 1863 году ван Чхольджон скончался, не оставив наследника, вдовствующая королева предложила возвести на трон дальнего родственника Чхольджона — Ли Мёнбока, впоследствии получившего храмовое имя Коджон. Поскольку новый ван был несовершеннолетним, регентом при нём стал его отец — Ли Хаын, вошедший в историю под своим титулом тэвонгун (великий принц, принц-регент). Тэвонгун в целом стремился проводить политику закрытия Кореи. Под его руководством были осуществлены репрессии в отношении корейских христиан, он реформировал налоговую систему, отменил ряд привилегий янбанов, модернизировал армию. Для защиты государства он проводил политику закрытия страны.
В 1866 году Коджон женился на девушке из клана Мин, выбранной тэвонгуном. Постепенно королева стала оказывать всё большее влияние на мужа и политику государства. Отношения между ней и тэвонгуном стали портиться.
В 1873 году Тэвонгун ушёл в отставку, так как ван к тому моменту был уже совершеннолетним женатым мужчиной, и началось правление вана Коджона.

### Открытие Кореи
В 1875 году Япония решила попробовать заставить Корею открыться внешнему миру. После того как японский флот подошёл к острову Канхвадо, корейская артиллерия открыла огонь. В ходе стычки двое японцев получили лёгкие ранения, 35 корейцев погибло и 16 были взяты в плен. Японцы восприняли это сражение как повод заключить с Кореей неравноправный договор, по образцу тех, которые были ранее заключены западными странами с самой Японией. 15 января 1876 года японский флот под командованием Куроды Киётаки прибыл к берегам Кореи. 26 февраля того же года между Японией и Кореей был подписан мирный договор, по которому японские суда получили право свободного плавания в территориальных водах Кореи, и который в перспективе открывал два дополнительных порта (помимо Пусана) для торговли с японцами. Японцы получали право передвигаться вглубь Кореи на расстояние 10 ли от побережья. Вскоре аналогичные договоры были подписаны Кореей с США, Италией, Россией, Германией и Францией.
С этого момента Корея встала на путь модернизации. Открывались школы западного образца, переводились западные труды на корейский язык, создана армия нового образца.

### Солдатский бунт
В 1882 солдатам армии старого образца начали выплачивать жалование, которое задерживали целый год, но всего за один месяц. К тому же солдаты обнаружили, что рис был смешан с песком. Это вылилось в бунт. Солдаты подняли восстание и обратились за помощью к Тэвонгуну, который формально им отказал, а на деле взял управление на себя. Повстанцы напали на японца-инструктора армии нового образца и казнили его, совершили налёт на японское дипломатическое представительство в Сеуле и убили там 13 человек, после чего отправились ко дворцу с целью убить королеву Мин, но она уже бежала. Ван Коджон, видя происходящее, передал свои полномочия Тэвонгуну, который сразу прекратил беспорядки и отменил некоторые нововведения. Однако Китай, получив просьбу королевы Мин о помощи, выслал трёхтысячное войско, чтобы расправиться с бунтовщиками и арестовать Тэвонгуна, которого потом отправили в Тяньцзинь.

### Движение за просвещение
4 декабря 1884 года сторонники идей просвещения во главе с Ким Ок Кюном задумали государственный переворот, чтобы отстранить от власти консерваторов, тормозивших реформы. Во время церемонии открытия нового почтового ведомства они подожгли соседнее здание, надеясь расправиться с выбежавшими чиновниками. Но выбежал только Мин Ёник, который получил серьёзную рану от меча, но выжил. После чего реформаторы уговорили короля с королевой переехать в дворец поменьше, который было проще охранять. Там они при поддержке японских солдат вызвали на аудиенцию чиновников от имени короля и расправились с ними. На следующий день был опубликован проект реформ, который включал в себя такие преобразования как: возвращение Тэвонгуна, провозглашение всех жителей равноправными, отказ от вассально-сюзеренных отношений с Китаем, реформа системы налогообложения и т.п.
Китай, которому не могли понравиться подобные изменения, решил взять дворец силами расквартированных в Корее войск, узнав об этом, японский посланник, боясь прямого столкновения с Китаем, сразу отозвал своих солдат, и дворец был взят. У власти снова оказались консервативные чиновники, нововведения были отменены, а реформаторы репрессированы. В 1885 году между Японией и Китаем был подписан Тяньцзиньский договор, по которому обе стороны обязуются вывести свои войска с территории Кореи и вводить их могут только в случае крайней необходимости только после предупреждения другой стороны.

### Крестьянское восстание Тонхак
Религия Тонхак ("Восточное учение") была создана в 1860 году Чхве Чжеу, которого казнили как еретика в 1864 году. В 1893 году в Сеул была направлена петиция с просьбой оправдать Чхве Чжеу и выслать всех иностранцев из страны. Последнее требование напугало чиновников, поэтому на юг была отправлена армия, чтобы разогнать Тонхаковцев, а в Китай было направлено послание с просьбой о военной помощи на случай серьёзных столкновений. Катализатором крестьянских выступлений стал февраль 1894 года, когда в уезде Кобу крестьяне во главе с тонхаковцем Чон Бончжуном подняли мятеж против начальника уезда, известного своими поборами. Открыв амбары и разрушив водохранилище, крестьяне разошлись по домам, но приехавший столичный инспектор обвинил во всём Тонхак, что привело к репрессиям.
В апреле 1894 года началось организованное выступление Тонхак под лозунгами изгнания иностранцев и защиты государства. Крестьяне начали движение на север  к столице, и к маю армия дошла до города Чонджу и захватила его. Тогда правительство, ожидая помощи из Китая, подписало мирный договор с тонхаковцами из 12 пунктов. Со вступлением Китая и Японии на территорию Кореи и началом Китайско-японской войны, движение Тонхак оказалось под менее пристальным вниманием правительства и было решено возобновить военные действия, в которые теперь включились и северные части, не участвовавшие ранее. Однако восстание было быстро подавлено, а его лидер Чон Бончжун казнён в 1895 году. В этом же году Япония победила в Китайско-японской войне, итогом которой стало подписание Симоносекского мирного договора, по которому Китай отказывался от вассально-сюзеренных отношений с Кореей, а также передавал под японское управление полуостров Ляодун, остров Тайвань и архипелаг Пэнху.

### Реформы годов Кабо и Ыльми
В 1894 году японцы, окружив королевский дворец и взяв под стражу королевскую семью, создали Управление по военным и государственным делам, во главе которого встал Ким Хончжип. Задачей этого Управления было проведение широкомасштабных реформ, в ходе которых была реформирована система налогообложения, введена национальная валюта, вдовам разрешили повторно выходить замуж, запретили ранние браки, ликвидировали рабство, упразднили китайское летоисчисление, были заменены жестокие виды казни, были ликвидированы должности, не предполагающие работу. Однако эти реформы потерпели неудачу, так как их действие ограничивалось столичной провинцией Кёнги и при этом данные указы не признавались легитимными, потому что издавались не ваном. Поэтому Управление было упразднено.
В январе 1895 года ван Коджон произнёс клятву, состоящую из 14 пунктов, в которой подтверждал основные направления реформ и запрещал родственникам короля вмешиваться в политику. Следующие реформы проводились уже от имени короля. Например: указ о переходе на европейское летоисчисление и указ о обязательной стрижке волос для мужчин. Последнее было воспринято как издевательство, так как пучок, в который собирались волосы, считался показателем статуса.

### Убийство королевы Мин
Поражение Китая в китайско-японской войне заставило королеву и её клан искать помощи у США, а потом у России. Это вынудило Японию пойти на крайние меры. в 1895 году новым посланником в Корее был назначен Миура Горо, который организовал 8 октября 1895 года убийство королевы. Её сначала проткнули саблями, а потом сожгли. В убийстве принимали участие корейские солдаты, тренированные японскими инструкторами, и японские наёмники. Также была заменена охрана вана, который фактически оказался в плену.

### Пребывание вана в русской Миссии
Коджон, находясь во дворце, охраняемом японцами, очень боялся за свою жизнь, и несколько раз писал в русскую миссию с просьбой принять его. Карл Иванович Вебер, её глава, ответил согласием, и 11 февраля 1896 года был организован побег вана в здание русской миссии, где он пробыл больше года. Он сразу отменил указ об обязательной стрижке волос и приговорил к смертной казни членов кабинета министров, проводивших реформы. В мае 1896 года ван Коджон отправил корейскую дипломатическую миссию на коронацию Николая II. На переговорах было решено отправить в Корею русских военных инструкторов, советников и предоставить заём. В июле было введено новое административное деление.
В это же время в Корее действовало «Общество независимости», созданное Со Джэпхилем. Основными его требованиями были ослабление зависимости Кореи от других государств, реформы, направленные на самоусиление, и создание представительного органа власти. Некоторые требования были выполнены, так что ван Коджон в 1898 году покинул русскую миссию.

### Провозглашение Империи
17 октября 1897 года ван Коджон провозгласил Корею империей, а себя императором. Название страны было изменено с Чосон (조선) на Тэхан (대한 - "Великая Хан"). Это было сделано чтобы поставить Корею на один уровень с Китаем, Россией и Японией, которые были империями. И это, возможно, впоследствии стало одной из причин разгона Общества Независимости.
29 октября 1898 года на улице Чонно был проведён массовый митинг, на котором было зачитано обращение с требованиями из 6 пунктов, которые предполагали не только избавление от иностранного влияния, но также и ограничение королевской власти и большей демократизации. Сначала ван подписал указ о создании выборного органа, но после доноса о том, что Общество планирует свергнуть монархию и установить республику как в США, начались аресты, и Общество было разогнано. Однако они добились ослабления русского влияния в Корее, так были отозваны русские военные инструкторы.

### Японский протекторат
Русско-японская война (1904–1905) закончилась поражением России и подписанием мирного договора, по которому Россия в том числе признавала преобладание Японии на Корейском полуострове. У Японии больше не осталось сильных соперников. В Корею были приглашены японские дипломатические советники, была проведена денежная реформа, по которой финансовая система оказалась подконтрольна японскому банку «Дайити гинко», почти в два раза была сокращена корейская армия, провинциальная полиция оказалась под властью японских инструкторов и все необрабатываемые земли должны были перейти японцам.  Так же 29 июля 1905 года был принят тайный протокол Тафт-Кацура, в котором США признавали господство Японии на Корейском полуострове, а Япония в свою очередь отказывалась от претензий на Филиппины.
Подготовив почву, японское правительство приняло решение об установлении протектората над Кореей, и с этой целью на полуостров был направлен Ито Хиробуми. Но ван Коджон проявил несвойственную ему твёрдость и категорически отказался подписывать договор о протекторате. Однако 17 ноября 1905 года договор всё же был подписан пятью министрами. По нему теперь внешняя политика Кореи находилась в руках генерального резидента (Ито Хиробуми), а после указа императора Японии № 267 и внутренние дела теперь тоже решались им, что делало его по сути правителем Кореи.
В 1907 году ван Коджон отправил делегацию на Гаагскую мирную конференцию, надеясь на помощь европейских стран в решении корейского вопроса, однако на саму конференцию они попасть не смогли и выступили только перед журналистами. Об этом узнал Ито Хиробуми, и ван Коджон вынужден был отказаться от престола в пользу своего сына, который получил храмовое имя Сунджон. Остаток жизни ван провёл во дворце Токсугун, где и умер в 1919 году. Ходили слухи, что его отравили японцы.

## Семья

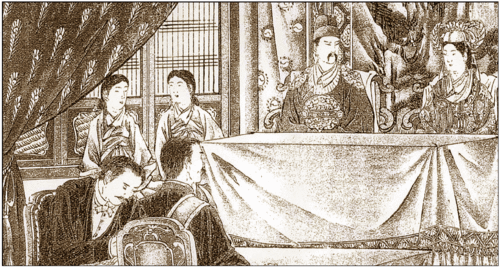
Японский рисунок вана Коджона и королевы Мин

Всего у Коджона было семеро сыновей (только трое дожили до взрослого возраста) и дочери.
- с 1866 Мёнсон-хванху (кор. 명성황후, 明成皇后; 1851—1895), известна как королева Мин, дети:

1. Безымянный сын (4-8 ноября 1871)
2. Безымянная дочь (13 февраля — 28 сентября 1873)
3. Ли Чхок (кор. 이척, 李坧; 1874—1926), император Сунджон (кор. 순종, 純宗)
4. Безымянный сын (5 −18 апреля 1875)
5. Безымянный сын (18 февраля-5 июня 1878)

- с 1903 Сунхон-хванквиби (кор. 순헌황귀비, 純獻皇貴妃; 1854—1911), известна по имени клана — императрица Ом, дети:

1. Ли Ын (кор. 이은, 李垠 ; 1897—1970), наследный принц Ыймин (кор. 의민, 懿愍)

Придворные дамы кунъин (кор. 궁인, 宮人), в статусе хугун («супруга заднего дворца», кор. 후궁, 後宮), то есть наложницы:
- Придворная дама Ли из павильона Йонбодан (кор. 후궁 영보당 귀인 이씨, 永寶堂貴人 李順娥; 1843—1928), ранга гвиин (кор. (кор. 귀인, 貴人; «придворная дама 1-го низшего ранга»), дети:

1. Ли Сон (кор. 이선, 李墡;1868-1880), принц Ванхва (кор. 완화군, 完和君)
2. Безымянная дочь (1871 −1872)

- Придворная дама Чан (кор. 후궁 귀인 장씨, 貴人 張氏; ?- 1886), ранга гвиин, дети:

1. Ли Кан (кор. 이강, 李堈; 1877—1955), принц Ыйхва (кор. 의화군, 義和君)

- Придворная дама Ли из павильона Кванхвадан (кор. 후궁 광화당 귀인 이완흥, 光華堂貴人 李完興; 1885—1967), ранга гвиин, личное имя Ли Ванхун, дети:

1. Ли Юк (кор. 이육, 李堉;1914-1915)

- Придворная дама Чон из павильона Похёндан (кор. 후궁 보현당 귀인 정씨, 寶賢堂貴人 鄭氏; 1882—1943), ранга гвиин, дети:

1. Ли У (кор. 이우, 李堣; 20 августа 1915 — 25 июля 1916)

- Придворная дама Ли из павильона Нэандан (кор. 후궁 내안당 귀인 이씨, 內安堂貴人 李氏; 1847—1914), ранга гвиин, дети:

1. Безымянная дочь (1879—1880)

- Придворная дама Ян из павильона Поннёндан (кор. 후궁 복녕당 귀인 양씨, 福寧堂貴人 梁氏; 1882—1929), ранга гвиин, дети:

1. Токхе (кор. 덕혜옹주, 惠|翁主; 1912—1989)

- Придворная дама Ким из павильона Самчхукдан (кор. 후궁 삼축당 상궁 김三祝堂尚宮 金씨; 1890—1970), ранга гвиин, личное имя Ким Окки
- Придворная дама Ким из павильона Чонхвадан (кор. 후궁 정화당 상궁 김씨, 貞和堂尚宮 金氏; ?- после 1917), ранга сангун (кор. 상궁, 尚宮; «придворная дама 5-го высшего ранга»)
- Придворная дама Со (кор. 후궁 궁인 서씨, 宮人 徐氏)
- Придворная дама Ким (кор. 후궁 궁인 김씨, 宮人 金氏), личное имя Ким Чхунъён
- Придворная дама Чан (кор. 후궁 궁인 장씨, 宮人 張氏)

## Награды
- Большой крест ордена Святых Маврикия и Лазаря (Италия, 1895)
- Большой крест ордена Почётного легиона (Франция, 1895)
- Цепь ордена Хризантемы (Япония, 1897)
- Гранд-командор ордена Индийской империи — GCIE (Великобритания, 1900)
- Цепь ордена Двойного дракона (Китайская империя, 1903)
- Орден святого Станислава 1-й степени (Российская империя, 1903)